# Zevende hemel (album)
 Zevende hemel is het tiende studioalbum van de Nederlandse band De Dijk, uitgebracht in 2000.

## Nummers
| Nr. | Titel                 | Schrijver(s)                                                      | Duur |
| --- | --------------------- | ----------------------------------------------------------------- | ---- |
| 1.  | We beginnen pas       | Pim Kops, Antonie Broek, Huub van der Lubbe                       | 4:30 |
| 2.  | Als het golft         | Nico Arzbach, Ruud Musman                                         | 3:35 |
| 3.  | Zevende hemel         | Nico Arzbach, Huub van der Lubbe                                  | 4:41 |
| 4.  | Wat je zoekt          | Nico Arzbach, Huub van der Lubbe                                  | 3:27 |
| 5.  | Lachen van het huilen | Pim Kops, Anthonie Broek, Huub van der Lubbe                      | 4:29 |
| 6.  | Recht door zee        | Huub van der Lubbe                                                | 3:40 |
| 7.  | Alles gaat voorbij    | Hans van der Lubbe, Pim Kops, Antonie Broek, Bart Deuss           | 3:36 |
| 8.  | Jeuk                  | Hans van der Lubbe, Huub van der Lubbe                            | 2:42 |
| 9.  | Was dat maar waar     | Pim Kops, Huub van der Lubbe                                      | 3:30 |
| 10. | Simpel                | Hans van der Lubbe, Huub van der Lubbe                            | 4:17 |
| 11. | Waar is iedereen?     | Mike Booth, Hans van der Lubbe, Antonie Broek, Huub van der Lubbe | 5:23 |